# Kapata (Samfya)
Kapata è un ward dello Zambia, parte della Provincia di Luapula e del Distretto di Samfya.